# Giải vô địch bóng đá nữ U-19 châu Âu 2009
Giải vô địch bóng đá nữ U-19 châu Âu 2009 diễn ra tại Belarus từ ngày 13 tháng 7 đến 25 tháng 7 năm 2009.

## Vòng loại
Vòng loại gồm hai giai đoạn.

## Vòng bảng

### Bảng A
| Đội     | Tr | T | H | B | BT | BB | HS  | Đ |
| ------- | -- | - | - | - | -- | -- | --- | - |
| Pháp    | 3  | 2 | 0 | 1 | 6  | 2  | +4  | 6 |
| Thụy Sĩ | 3  | 2 | 0 | 1 | 7  | 3  | +4  | 6 |
| Đức     | 3  | 2 | 0 | 1 | 11 | 4  | +7  | 6 |
| Belarus | 3  | 0 | 0 | 3 | 1  | 16 | −15 | 0 |

| Pháp        | 1 – 2    | Đức           |
| ----------- | -------- | ------------- |
| Barbance 7' | Chi tiết | Wich 35', 36' |

| Belarus          | 1 – 4    | Thụy Sĩ                                               |
| ---------------- | -------- | ----------------------------------------------------- |
| Miklashevich 52' | Chi tiết | Stein 12' · Crnogorcevic 25' · Mehmeti 29' · Baer 41' |

| Belarus | 0 – 3    | Pháp                          |
| ------- | -------- | ----------------------------- |
|         | Chi tiết | Rubio 12' · Barbance 83', 84' |

| Thụy Sĩ                                    | 3 – 0    | Đức |
| ------------------------------------------ | -------- | --- |
| Crnogorcevic 3' · Bachmann 65' · Stein 78' | Chi tiết |     |

| Đức | 9 – 0    | Belarus |
| --- | -------- | ------- |
| Marozsan 6', 7', 10' · Bagehorn 23' · Mirlach 27' (ph.đ.) · Huth 31' · Wermelt 35' · Popp 62' · Wagner 77' | Chi tiết |         |

| Thụy Sĩ | 0 – 2    | Pháp                       |
| ------- | -------- | -------------------------- |
|         | Chi tiết | Crammer 52' · Barbance 80' |

### Bảng B
| Đội       | Tr | T | H | B | BT | BB | HS | Đ |
| --------- | -- | - | - | - | -- | -- | -- | - |
| Anh       | 3  | 2 | 1 | 0 | 7  | 0  | +7 | 7 |
| Thụy Điển | 3  | 2 | 0 | 1 | 4  | 5  | −1 | 6 |
| Na Uy     | 3  | 0 | 2 | 1 | 1  | 2  | −1 | 2 |
| Iceland   | 3  | 0 | 1 | 2 | 1  | 6  | −5 | 1 |

| Thụy Điển | 0 – 3    | Anh                                 |
| --------- | -------- | ----------------------------------- |
|           | Chi tiết | Moore 20' · Duggan 36' · Weston 65' |

| Iceland | 0 – 0    | Na Uy |
| ------- | -------- | ----- |
|         | Chi tiết |       |

| Thụy Điển                    | 2 – 1    | Iceland             |
| ---------------------------- | -------- | ------------------- |
| Jakobsson 77' · Hjohlman 88' | Chi tiết | Asgrimsdottir 45+2' |

| Anh | 0 – 0    | Na Uy |
| --- | -------- | ----- |
|     | Chi tiết |       |

| Na Uy       | 1 – 2    | Thụy Điển                     |
| ----------- | -------- | ----------------------------- |
| Pedersen 4' | Chi tiết | Göransson 35' · Jakobsson 44' |

| Anh                                           | 4 – 0    | Iceland |
| --------------------------------------------- | -------- | ------- |
| Moore 11' · Nobbs 13', 80' · Christiansen 77' | Chi tiết |         |

## Vòng đấu loại trực tiếp
|  | Bán kết   | Bán kết   | Bán kết |     |           | Chung kết | Chung kết | Chung kết |  |
|  |           |           |         |     |           |           |           |           |  |
|  | Pháp      | Pháp      | 2       |     |           |           |           |           |  |
|  | Pháp      | Pháp      | 2       |     |           |           |           |           |  |
|  | Thụy Điển | Thụy Điển | 5       |     |           |           |           |           |  |
|  | Thụy Điển | Thụy Điển | 5       |     | Thụy Điển | Thụy Điển | 0         |           |  |
|  |           |           |         |     | Thụy Điển | Thụy Điển | 0         |           |  |
|  |           |           | Anh     | Anh | 2         |           |           |           |  |
|  | Anh       | Anh       | Anh     | Anh | 2         | 3         |           |           |  |
|  | Anh       | Anh       |         |     |           |           |           |           |  |
|  | Thụy Sĩ   | Thụy Sĩ   | 0       |     |           |           |           |           |  |

### Bán kết
| Pháp                   | 2 – 5 (s.h.p.) | Thụy Điển                                             |
| ---------------------- | -------------- | ----------------------------------------------------- |
| Tenret 34' · Sasso 68' | Chi tiết       | Lövgren 24' · Jakobsson 86', 91', 107' · Egelryd 100' |

| Anh                                | 3 – 0    | Thụy Sĩ |
| ---------------------------------- | -------- | ------- |
| Duggan 28', 55' · Christiansen 45' | Chi tiết |         |

### Chung kết
| Thụy Điển | 0 – 2    | Anh                    |
| --------- | -------- | ---------------------- |
|           | Chi tiết | Duggan 33' · Nobbs 37' |

| Vô địch U-19 nữ châu Âu 2009 |
| ---------------------------- |
| · Anh · Lần thứ nhất         |